# Bartolomeo Bacilieri
Bartolomeo Bacilieri (28 de março de 1842 - 14 de fevereiro de 1923) foi  cardeal italiano da Igreja Católica Romana. Ele serviu como bispo de Verona de 1900 até sua morte, e foi elevado ao cardinalato em 1901.

## Biografia
Bartolomeo Bacilieri nasceu em Breonio , Fumane , e recebeu o Sacramento da Confirmação em 4 de julho de 1854. Estudou no seminário de Verona e no Almo Collegio Capranica (1862-1867) em Roma. Em 17 de dezembro de 1864, Bacilieri foi ordenado ao sacerdócio em Roma. Ele então prosseguiu seus estudos no Collegio Romano , de onde obteve seu doutorado em teologia em 30 de julho de 1867. Bacilieri ensinou teologia dogmática no Seminário de Verona de 1868 a 1888, e também foi nomeado como seu reitor.em 1878. Ele foi um cânon do capítulo da catedral (1878–1888) e também serviu como examinador diocesano prosynodal.
Em 1 de junho de 1888, Bacilieri foi nomeado Bispo Coadjutor de Verona e Bispo Titular de Nisa na Lícia. Ele recebeu sua consagração episcopal no dia 10 de junho do cardeal Mariano Rampolla , com os arcebispos Alessandro Sanminiatelli e Vincenzo Vannutelli servindo como co-consagradores , na capela do Almo Collegio Capranica. Bacilieri mais tarde sucedeu o cardeal Luigi di Canossa como bispo de Verona após a morte deste último, em 12 de março de 1900.
O Papa Leão XIII Nomeado Cardeal-Sacerdote de San Bartolomeo all'Isola no consistório de 15 de abril de 1901. Depois de participar do conclave de 1903 , Bacilieri foi cardeal eleitor novamente no conclave papal de 1914 , que selecionou o Papa Bento XV. Durante o conclave de 1914, Bacilieri supostamente recebeu dois votos na cédula de abertura, e serviu como escrutinador no último dia de votação com os cardeais Ottavio Cagiano de Azevedo e Rafael Merry del Val.  Mais tarde ele participou do 1922 conclave papal também, o que resultou na eleição do Papa Pio XI.
O cardeal morreu em Verona aos 80 anos. Seu funeral foi realizado em 17 de fevereiro de 1923 na Catedral de Verona e contou com a presença do cardeal Pietro La Fontaine e de quase todos os bispos da região. Seus restos foram enterrados no túmulo dos cânones do capítulo da catedral no cemitério de Verona até que um túmulo definitivo na catedral foi concluído.